# Saer de Quincy, I conde de Winchester

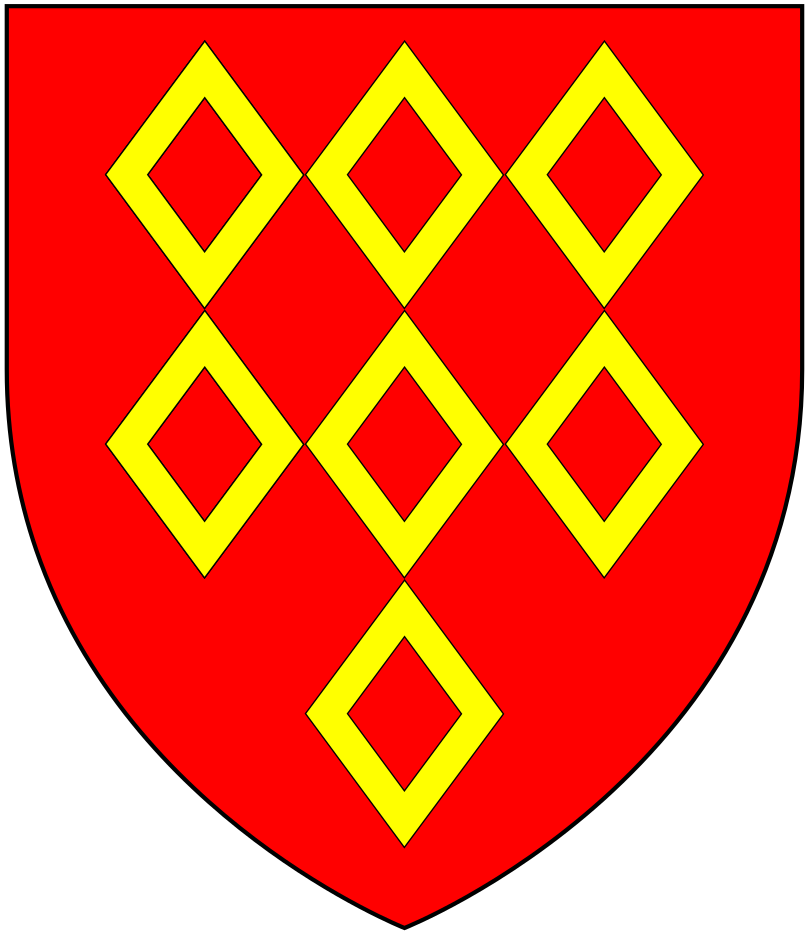
Armas de De Quincy: Gules, siete losanges oro 3,3,1, adoptadas al comienzo de la era de la heráldica, alrededor de 1200-1215.

Saer de Quincy, primer conde de Winchester (c. 1155 – 3 de noviembre de 1219) fue uno de los cabecillas de la rebelión baronal contra Juan, rey de Inglaterra, y una figura destacada en los reinos de Escocia e Inglaterra en las décadas de finales de los siglos XII y XIII.

## Educación en Escocia
Aunque era Anglonormando, Robert de Quincy, padre de Saer de Quincy, se había asentado en Escocia, desempeñando varios cargos en el reino escocés de su primo Guillermo el León. Su madre, Orabilis, era la heredera de Leuchars y, gracias a su matrimonio, Robert, Robert se convirtió en señor de las tierras de Fife, Perth y Lothian (ver más abajo).
El ascenso de Saer en Inglaterra se produjo en parte gracias a su matrimonio con Margaret, la hermana menor de Robert de Beaumont, conde de Leicester. Robert murió en 1204 y dejó sus propiedades en herencia a Margaret y a su hermana. La propiedad se repartió entre ambas y, tras la ratificación de la división final en 1207, De Quincy fue nombrado conde de Winchester.

## Conde de Winchester

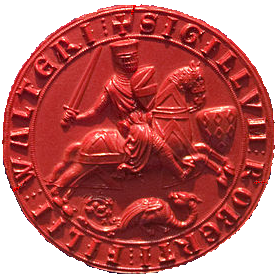
Sello de Robert Fitzwalter (m. 1235). Su alianza con Saer fue tan estrecha que el sello muestra las armas de Saer de Quincy en un escudo separado ante el caballo de FitzWalter, con las armas del propio FitzWalter en su propio escudo y en el caparazón de su caballo.

Tras su matrimonio, Winchester se convirtió en un destacado militar y diplomático en Inglaterra. No obstante, no hay evidencia de cercanía con Juan I, y su creciente relevancia se debió probablemente a su recién adquirido estatus de magnate y a sus conexiones familiares.
Saer parece haber desarrollado una estrecha relación personal con su primo, Robert Fitzwalter (fallecido en 1235). En 1203, ambos actuaron como comandantes en la gran fortaleza de Vaudreuil en Normandía. Entregaron el castillo sin lucha a Felipe II de Francia, lo que debilitó de manera fatal la posición inglesa en el norte de Francia.  Aunque la opinión popular parece haberlos culpado de la capitulación, existe una orden real que afirma que el castillo fue rendido por orden del rey Juan, y que tanto Winchester como Fitzwalter tuvieron que soportar humillaciones personales y pagar un importante recate a os franceses.
Las cosas le fueron mejor en Escocia donde, entre 1211 y 1212, el conde de Winchester comandó un imponente séquito de cien caballeros y cien sargentos en la campaña de Guillermo el León contra los Mac William, una fuerza que algunos historiadores han sugerido que pudo haber sido una fuerza mercenaria de Brabante pagada por Juan I.

## Carta Magna

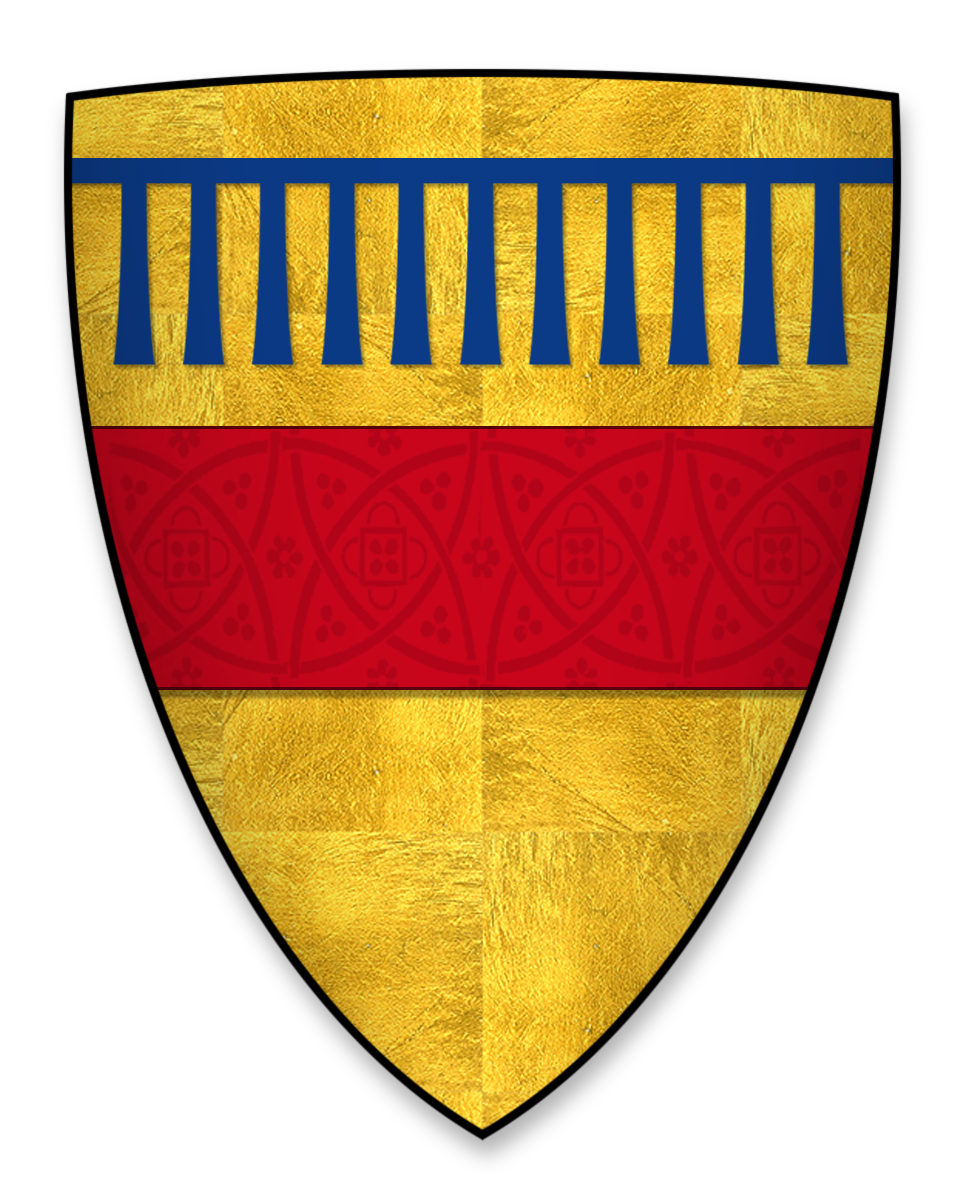
Armas exhibidas por Earl Saer en su sello en la Carta Magna. Difieren de las utilizadas en otros lugares, pero también se pueden ver en las vidrieras del Gran Salón de Winchester.

En 1215, con el estallido de la rebelión de los barones, Robert Fitzwalter se convirtió en comandante militar y Saer de Quincy se unió a él, actuando como uno de los principales autores de la Carta Magna; ambos primos figuran entre los 25 garantes de la Carta Magna. De Quincy disputó con el rey durante los problemas que siguieron a la firma de la Carta y, de nuevo junto a Fitzwalter, viajó a Francia para ofrecer la corona de Inglaterra a Luis de Francia, siendo unos de los principales valedores de la. candidatura de Luis al trono inglés, tanto contra Juan como contra el futuro Enrique III.

## La quinta cruzada
Cuando la derrota militar permitió el acceso al trono a Enrique, De Quincy se unió a la cruzada, tal vez en cumplimiento de un voto anterior. En 1219 partió para unirse a la Quinta Cruzada, participando en el sitio de Damieta. Durante su estancia en oriente, enfermó y murió. Fue enterrado en Acre, capital del Reino de Jerusalén, y su corazón fue llevado a la Abadía de Garendon cerca de Loughborough, fundación patrocinada por la familia de su esposa.

## Familia
La familia De Quincy llegó a Inglaterra tras la conquista normanda y tomaba su nombre de Cuinchy en el distrito de Béthune; El patronímico "Saer" era utilizado por su familia de forma habitual. Tanto Saer como de Quincy aparecen transcritos con diversas grafías tanto en fuentes primarias como en tratados posteriores; el nombre a veces se traduce como Saher o Seer, y el apellido como Quency o Quenci .
El primer Saer de Quincy registrado (conocido por los historiadores como "Saer I") fue Señor  de Long Buckby en Northamptonshire a principios del siglo XII, y segundo marido de Matilda de Santa Liz, hijastra de David I de Escocia por su matrimonio con Matilde de Senis. Saer I y Matilda fueron los padres de Saer II y Robert de Quincy, este último el padre de Saer de Quincy. A través de su primer marido con Robert Fitz Richard, Matilda sería también la abuela paterna de Robert Fitzwalter.
Robert de Quincy desarrolló su carrera en Escocia, donde aparece alrededor de 1160 como vinculado a su primo Guillermo el León. Hacia 1170 se había casado con Orabilis, heredera del señorío de Leuchars y, tomando posesión de un extenso complejo de propiedades al norte de la frontera que incluía tierras en Fife, Strathearn y Lothian .
Saer de Quincy, hijo de Robert de Quincy y Orabilis, se crio principalmente en Escocia. Su ausencia de los registros ingleses durante las primeras décadas de su vida ha llevado a algunos historiadores y genealogistas modernos a confundirlo con su tío, Saer II, que participó en la rebelión de Enrique el Joven en 1173, pero es algo imposible por la corta edad de Saer. Saer II murió sin herederos directos, siendo heredado por su sobrino, por lo que el futuro conde de Winchester se convertiría en su heredero, uniendo sus propiedades escocesas con el patrimonio familiar de Northamptonshire y posiblemente algunas tierras en Francia.

### Descendencia
En algún momento entre 1188 y 1193, de Quincy se casó con Margaret de Beaumont, la hija menor de Robert de Beaumont, conde de Leicester y Petronilla de Grandmesnil. Con Margaret tuvo:
- Lora, esposa de Sir William de Valognes, chambelán de Escocia.
- Arabella, esppsa de Sir Richard Harcourt.
- Robert (fallecido en 1217); se casó en 1206 con Hawise de Chester, hermana y coheredera de Ranulf de Blondeville, conde de Chester .
- Roger, que sucedió a su padre como conde de Winchester (aunque no tomó posesión formal del condado hasta después de la muerte de su madre). [7]
- Robert de Quincy (segundo hijo de ese nombre; fallecido en 1257), que se casó con Elen, hija del príncipe galés Llywelyn el Grande .
- Hawise, esposa de Hugh de Vere, cuarto conde de Oxford.[8]
- Mary, que se casó con Hugh le Despenser (sheriff) .
- Juan de Quincy
- Saher de Quincy

## Lectura de fondo
- "Winchester", en The Complete Nobleza, 2.ª ed. , ed. GEC et al., Vol.12ii. páginas. 745–751
- Sidney Painter, "La casa de Quency, 1136-1264", Medievalia et Humanistica, 11 (1957) 3–9; reimpreso en su libro Feudalismo y libertad.
- Grant G. Simpson, "Un barón anglo-escocés del siglo XIII: las actas de Roger de Quincy, conde de Winchester y alguacil de Escocia" (tesis doctoral inédita, Edimburgo 1963).
- Frederick Lewis Weis, Raíces ancestrales de ciertos colonos estadounidenses que llegaron a Estados Unidos antes de 1700 (séptima edición, 1992), 58–60.